# Сон разума рождает чудовищ
«Сон разума рождает чудовищ» (исп. El sueño de la razón produce monstruos) — офорт Франсиско Гойи из цикла «Капричос», озаглавленный цитатой Фрэнсиса Бэкона
Согласно бытовавшему в те времена представлению, живопись и графика являют собой некий доступный для всех и всем понятный всеобщий язык (исп. idioma universal). По первоначальному замыслу Гойи, офорт должен был называться «Всеобщий язык». Однако это название впоследствии показалось ему слишком дерзким, и он переименовал свой рисунок в «Сон разума», сопроводив его следующим пояснением: «Когда разум спит, фантазия в сонных грёзах порождает чудовищ, но в сочетании с разумом фантазия становится матерью искусства и всех его чудесных творений» (исп. La fantasía, aislada de la razón, sólo produce monstruos imposibles. Unida an ella, en cambio, es la madre del arte y fuente de sus deseos). 

## Описание
Los Caprichos — это серия из 80 гравюр, выпущенных в 1799 году — времени, когда Гойя критиковал свирепствующие политические, социальные и религиозные угнетения эпохи. В этой серии произведений Франциско активно использовал популярную технику карикатуры, которую он дополнил художественной инновацией — акватику, что придало Los Caprichos ярко выраженных тонических эффектов и исполненных контрастов. 
Из 80 акватинтов номер 43, «Сон разума рождает чудовищ», может быть рассмотрен как личный манифест Гойи; многие критики считают, что художник изобразил самого себя в окружении принадлежностей для рисования. Его разум помутнён сном, спутан существами, что таятся в темноте. Совы, что окружают героя, могут быть символом глупости, а рой летучих мышей — воплощением неведения. 
Название картины, написанное на поверхности стола, обычно рассматривается  как манифест приверженности Гойи к идеям Просвещения: без преобладания зла и коррупции. Живописец также включил надпись к акватинту: «Воображение, оставленное разумом, порождает невообразимых монстров; при разуме, связанным с ним, воображение и есть исток искусства и чудес». 